# زمانه دشواری‌ها

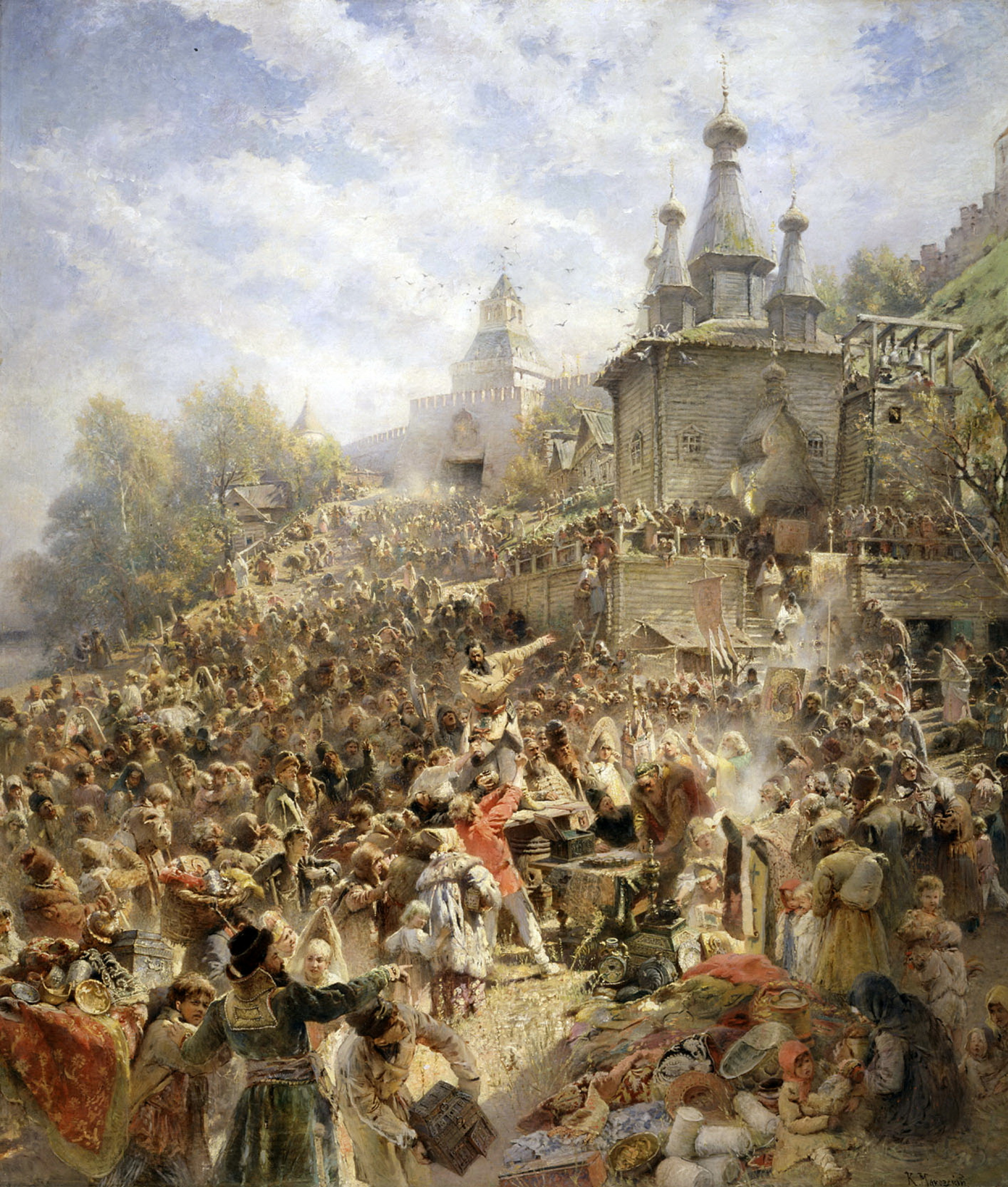
نگاره تمنای مینین که کوزما مینین را در پس‌زمینۀ کلیسای سنت جان باپتیست به تصویر می‌کشد، درحالی‌که از مردم نیژنی نووگورود درخواست می‌کند تا یک نیروی شبه‌نظامی علیه مهاجمان لهستانی و زیگیسموند سوم تشکیل دهند؛ اثر کنستانتین ماکوفسکی در ۱۸۹۶م.

زمانه مشکلات (به روسی: Смутное время) که در روسیه به اختصار مشکلات (به روسی: Смута) نیز خوانده می‌شود، یک دوره بحران سیاسی در روسیه تزاری بود که از سال ۱۵۹۸ با مرگ فیودور یکم، آخرین تزار از دودمان روریک، آغاز شد و در سال ۱۶۱۳ با سلطنت میخائیل یکم از دودمان رومانوف به پایان رسید.
این دوره دوره‌ای مملو از بحران اجتماعی عمیق و بی‌قانونی پس از مرگ تزار فیودور یکم، حاکمی ضعیف و احتمالاً دارای کم‌توانی ذهنی بود که بدون وارث درگذشت. مرگ او به سلسله روریک پایان داد و منجر به یک بحران جانشینی خشونت‌آمیز در سلطنت با غاصبان متعدد و دیمیتری‌های دروغین (مشهور به دغل‌بازان) شد که ادعای مقام تزار را داشتند. روسیه قحطی سال‌های ۱۶۰۱ تا ۱۶۰۳ را از سر گذراند که تقریباً یک سوم جمعیت آن سرزمین را در عرض سه سال از بین برد. روسیه همچنین در طول جنگ لهستان و روسیه توسط مشترک‌المنافع لهستان–لیتوانی اشغال شد و اسمولنسک را از دست داد. زمان مشکلات با انتخاب میخائیل رومانوف به عنوان تزار توسط زمسکی سوبور در سال ۱۶۱۳ به پایان رسید. دودمان رومانوف با او برقرار شد که تا انقلاب فوریه در سال ۱۹۱۷ بر روسیه حکومت کرد.